# あ゙
あ゙（ア゙）は、平仮名「あ」または片仮名「ア」に濁点を付した文字。一般的な日本語の文字表現に用いられることはなく、五十音図にも存在しないが、特殊な用途で用いられることがある。

## 使用例
- アラビア語AIN《ع》[ʕ]の音である有声咽頭摩擦音を示すために用いられることがまれにある。『旅の指さし会話帳(39)エジプト』(情報センター出版局)で、エジプト・アラビア語の《ع》の解説で、濁点付きアのみ例示字形が確認できる。『世界の文字と言葉入門(7)』(小峰書店)では例示字形は取り上げられていないが《ع》の解説で“濁点がついたような音”という説明が見られる[1]。
- ネットスラングや漫画の表現などで使用される俗用表記に見られ、擬音語としての子音発音表記はおそらく[ʕ]か[ɦ]と思われる[1]。栃木・鬼怒川温泉の野外看板では、お風呂でくつろいだ時の声を表現する為に利用されている[2]。

Unicodeに合成済み文字として定義されておらず、結合文字列で表記しているためCLIP STUDIO PAINTなど一部のソフトウエアではうまく処理できない場合があり、入力すると「あ」と「゛」に分解して表示される場合がある。